# Heinrich Laurenz Reck
Heinrich Laurenz Reck († 25. August 1610) war Generalvikar in Köln.
Der aus Neuss stammende Heinrich Laurenz Reck promovierte zum Dr. theol., war seit 1589 Dechant an St. Georg (Köln), wurde Offizial in Neuss und war seit 1600 Domherr in Köln. Am 6. Juli 1601 wurde er durch den Koadjutor Ferdinand von Bayern zum Mitglied der Kommission zur Durchführung der tridentinischen Reformen bestellt, war er bereits seit dem 1. März 1600 Generalvikar des Erzbistums Köln. Zugleich Offizial der Erzdiözese, war er von 1607 bis 1609 Rektor der Kölner Universität, an der er seit 1576 Professor der artistischen Fakultät war, von wo aus er 1583 an die juristische Fakultät wechselte.